# Clystea frigida
Clystea frigida là một loài bướm đêm thuộc phân họ Arctiinae, họ Erebidae.